# Затоплення судна «Rainbow Warrior»

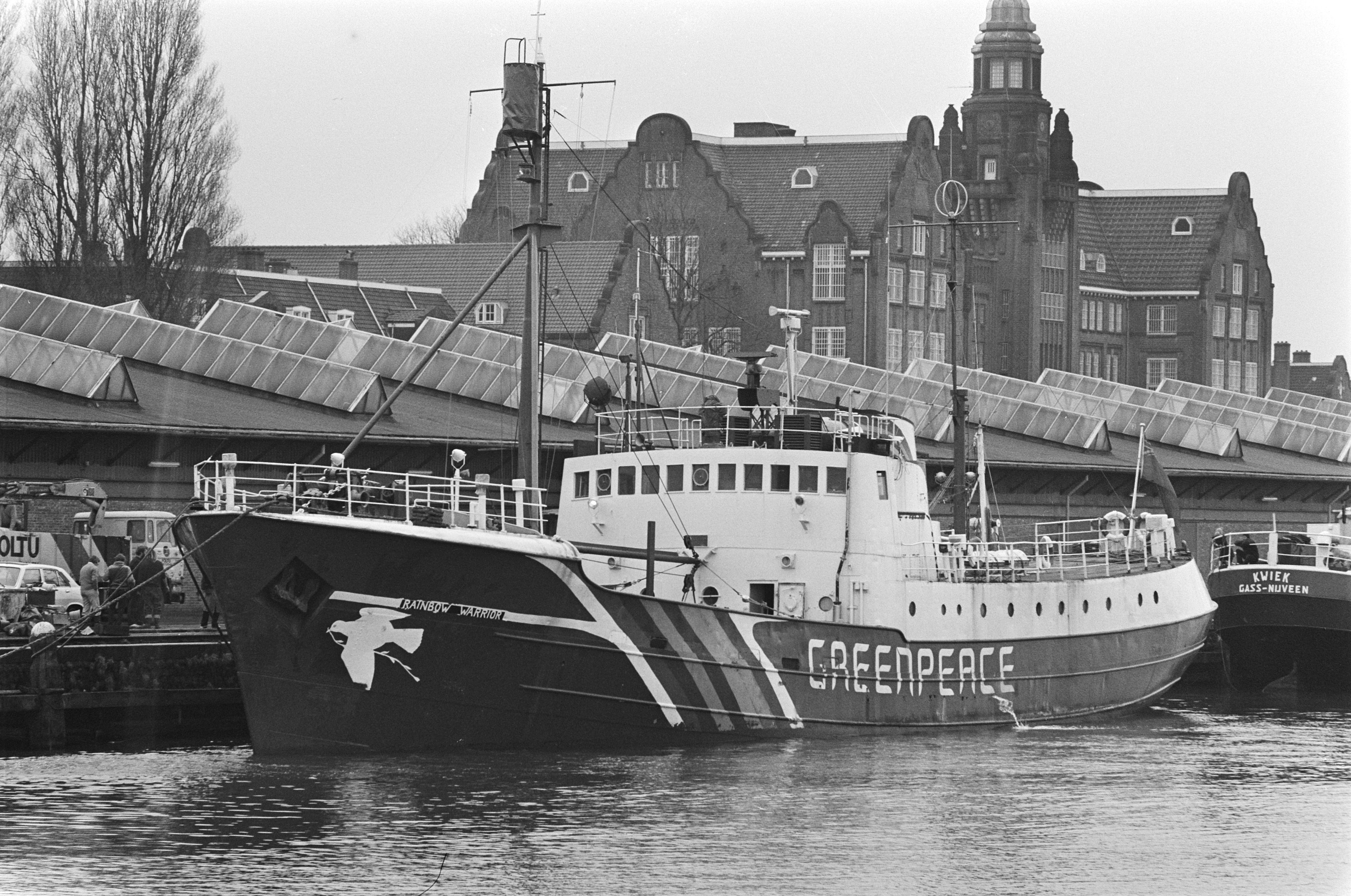
Rainbow Warrior, 1981

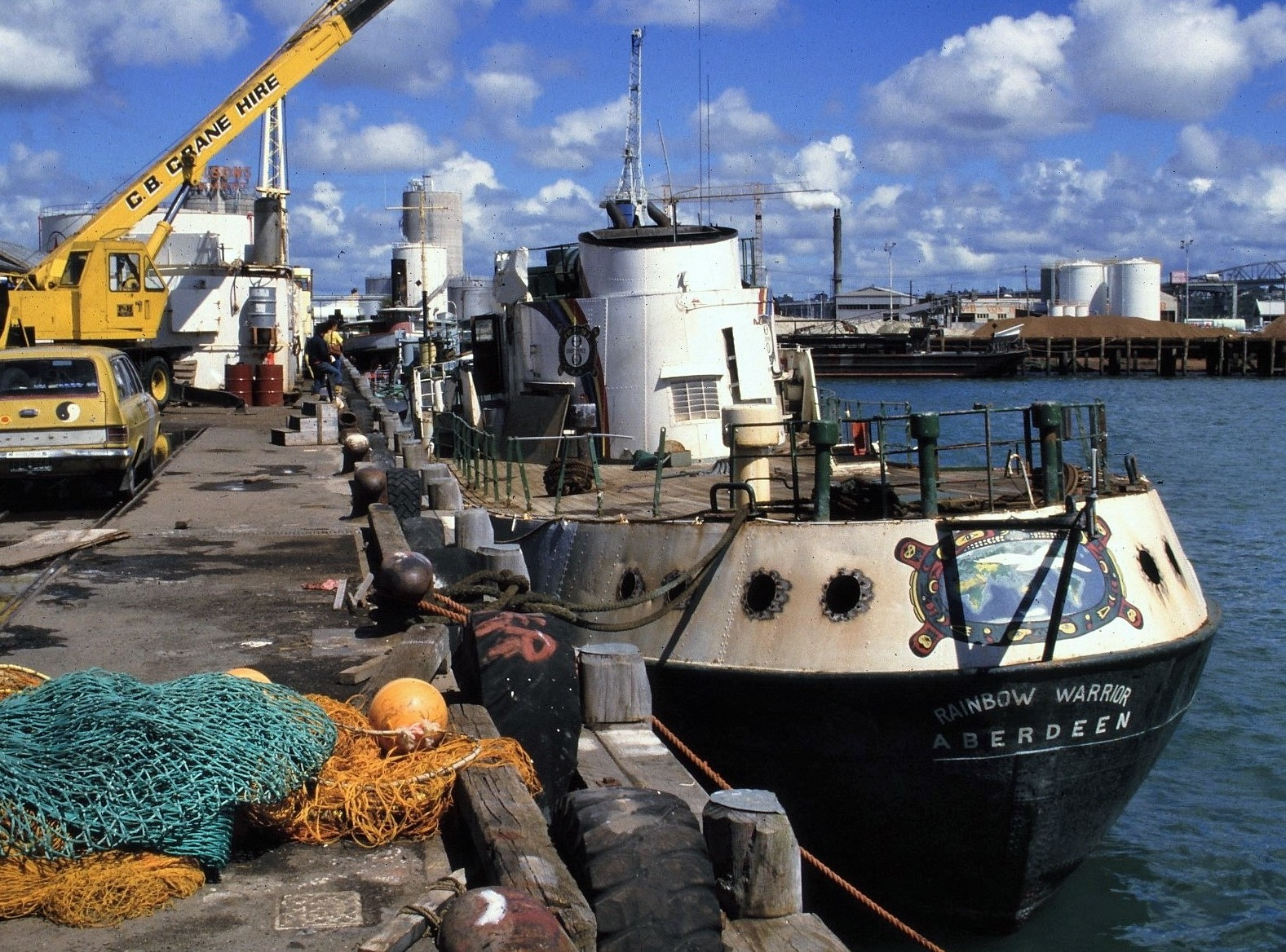
Rainbow Warrior, 1985 в Окленді

Затоплення судна «Rainbow Warrior» (кодова назва Opération Satanique) — підривна операція оперативного підрозділу французького DGSE, що відбулася 10 липня 1985 року. В ході операції двоє оперативників затопили у порту Окленда в Новій Зеландії флагман флоту Грінпіс «Rainbow Warrior», який перебував по дорозі до місця протесту проти чергового ядерного випробування — атол Муруроа. Внаслідок затоплення загинув фотограф Фернанду Перейра.
Спочатку Франція заперечувала відповідальність, але новозеландська поліція захопила двох французьких агентів, яких звинуватили в підпалі, змові з метою підпалу, умисному завданні шкоди та вбивстві. Як у дійсності виявилося, скандал призвів до відставки міністра оборони Франції Шарля Ерну. Двоє агентів визнали себе винними в неумисному вбивстві й були засуджені до десяти років тюремного ув'язнення. Вони перебували на французькому острові Гао трохи більше двох років і згодом були звільнені французьким урядом.
Декілька політичних діячів, у тому числі тодішній прем'єр-міністр Нової Зеландії Девід Ланге, назвали цей підрив терористичним актом або спонсованим державою тероризмом.